# Nuvolento
Nuvolento ist eine norditalienische Gemeinde (comune) mit 3900 Einwohnern (Stand 31. Dezember 2023) in der Provinz Brescia in der Lombardei. Die Gemeinde liegt etwa 12 Kilometer östlich von Brescia. Die südöstliche Gemeindegrenze bildet der Chiese.

## Verkehr
Durch die Gemeinde führt die Strada Statale 45bis Gardesana von Cremona nach Trient.

## Persönlichkeiten
- Fausto Leali (* 1944), Sänger
- Davide Boifava (* 1946), Radrennfahrer